# 엄태웅
엄태웅(嚴泰雄, 1974년 4월 5일 ~ )은 대한민국의 배우이다. 1998년 영화 《기막힌 사내들》에서 단역으로 데뷔하였다.

## 학력
- 1986년 동명초등학교 (졸업)
- 1989년 동국대학교 사범대학 부속중학교 (졸업)
- 1992년 면목고등학교 졸업 (졸업)
- 국민대학교 연극영화학 92학번 (학사)
- 경민대학교 연극학과 (1997년)
- 건국대학교 언론홍보대학원 방송영상콘텐츠학 (석사)

## 가족
가수이자 배우로 활동하는 엄정화의 남동생이다. 2013년 1월 9일 누나 엄정화의 소개로 만난 배우 윤일봉의 딸이자 배우 윤준호의 동생, 배우 유동근·전인화 부부의 조카인 발레리나 윤혜진과 결혼식을 올렸다.

## 홍보대사
- 2007년 6월 핸드볼 홍보대사[1]
- 2009년 12월 전통주세계문화진흥원 막걸리 홍보대사[2]
- 2010년 3월 성동세무서 홍보대사[3]
- 2010년 6월 건국대학교 홍보대사[4]
- 2011년 6월 강원도 철원군 홍보대사[5]
- 2012년 7월 아시아공정무역네트워크 홍보대사[6]
- 2013년 4월 국세청 홍보대사[7]

## 출연 작품
| 연도 | 분류              | 장르             | 제목                             | 역할          | 비고        |
| ---- | ----------------- | ---------------- | -------------------------------- | ------------- | ----------- |
| 1998 | 영화              |                  | 기막힌 사내들                    | 종업원        |             |
| 2003 | MBC 단막극        |                  | 베스트 극장 - 곰스크로 가는 기차 | 남편          |             |
| 2003 | 영화              |                  | 봄날의 곰을 좋아하세요?          | 이영석        | 우정출연    |
| 2003 | 영화              |                  | 실미도                           | 원상          | 첫 천만영화 |
| 2004 | KBS 2TV 단막극    |                  | 드라마시티 - 제주도 푸른밤       | 기태          |             |
| 2004 | KBS 월화드라마    |                  | 구미호 외전                      | 사준          |             |
| 2004 | 영화              |                  | 가족                             | 동수          |             |
| 2005 | KBS 월화드라마    |                  | 쾌걸춘향                         | 변학도        |             |
| 2005 | 영화              |                  | 공공의 적 2                      | 송정훈        |             |
| 2005 | KBS 수목드라마    |                  | 부활                             | 서하은&유신혁 |             |
| 2006 | MBC 월화드라마    |                  | 늑대                             | 윤형모        |             |
| 2006 | 영화              |                  | 가족의 탄생                      | 형철          |             |
| 2006 | SBS 월화드라마    |                  | 천국보다 낯선                    | 강산호        |             |
| 2007 | KBS 수목드라마    |                  | 마왕                             | 강오수        |             |
| 2007 | 영화              |                  | 내 사랑                          | 진만          |             |
| 2008 | 영화              |                  | 우리 생애 최고의 순간            | 안승필        |             |
| 2008 | 영화              |                  | 님은 먼 곳에                     | 상길          | 특별출연    |
| 2008 | tvN 금요드라마    | 액션             | 맞짱                             | 아버지 역     | 우정출연    |
| 2008 | 영화              |                  | 이리                             | 태웅          |             |
| 2009 | 영화              |                  | 핸드폰                           | 오승민        |             |
| 2009 | MBC 월화드라마    | 사극             | 선덕여왕                         | 김유신        |             |
| 2009 | 영화              |                  | 차우                             | 김순경        |             |
| 2010 | 영화              |                  | 시라노; 연애조작단               | 이병훈        |             |
| 2010 | SBS 월화드라마    |                  | 닥터 챔프                        | 이도욱        |             |
| 2011 | 영화              | 범죄 첩보        | 특수본                           | 김성범        |             |
| 2012 | 영화              |                  | 네버엔딩 스토리                  | 강동주        |             |
| 2012 | KBS 수목드라마    | 멜로             | 적도의 남자                      | 김선우        |             |
| 2012 | 영화              |                  | 건축학개론                       | 현재 이승민   |             |
| 2013 | MBC 수목드라마    | 로맨틱 코미디    | 7급 공무원                       | 최우혁        |             |
| 2013 | KBS 수목드라마    | 무협·첩보·로맨스 | 칼과 꽃                          | 연충          |             |
| 2013 | 영화              | 코미디           | 톱스타                           | 김태식        |             |
| 2014 | JTBC 월화드라마   | 멜로             | 우리가 사랑할 수 있을까          | 오경수        |             |
| 2014 | tvN 월화드라마    | 멜로             | 일리있는 사랑                    | 장희태        |             |
| 2016 | SBS 드라마 스페셜 | 드라마           | 원티드                           | 신동욱        |             |
| 2017 | 영화              | 드라마           | 포크레인                         | 김강일        |             |

### 예능
- KBS 2TV 해피선데이 - 슈퍼맨이 돌아왔다
- KBS 2TV 해피선데이 - 1박 2일
- KBS 1TV 토요일 가족이 부른다
- KBS 2TV 설특집 폭소가요제

### 광고
- 2004년 코오롱건설 하늘채
- 2008년 모두투어
- 2009년 LG텔레콤 오즈
- 2010년 한화손해보험 쾌걸조로편
- 2011년 밀레
- 2011년 동원F&B 순닭가슴살 (엄정화와 촬영)
- 2011년 롯데칠성음료 칠성사이다
- 2011년 하나SK카드
- 2011년 세정 인디안
- 2012년 동국제약 인사돌
- 2015년 유한킴벌리 더블하트
- 2015년 유한킴벌리 그린핑거 (최초로 실제 딸 엄지온 단독출연)

### 뮤직비디오
- 1998년 김동률&이소은 - 기적
- 2001년 화요비 - 눈물
- 2003년 페이지 - 난 늘 혼자였죠
- 2003년 SG 워너비 - Timeless (타임리스)
- 2005년 린 - 보통여자

## 수상 및 후보
| 연도 | 시상식              | 부문                             | 작품                  | 결과 |
| ---- | ------------------- | -------------------------------- | --------------------- | ---- |
| 2004 | KBS 연기대상        | 단막 특집극상                    | 제주도 푸른밤         | 수상 |
| 2005 | KBS 연기대상        | 남자 우수 연기상                 | 부활                  | 수상 |
| 2005 | KBS 연기대상        | 베스트 커플상 (with 한지민)      | 부활                  | 수상 |
| 2006 | 제14회 춘사영화상   | 신인남우상                       | 가족의 탄생           | 수상 |
| 2006 | 제42회 백상예술대상 | TV부문 남자 최우수연기상         | 부활                  | 후보 |
| 2008 | 제29회 청룡영화상   | 남우조연상                       | 우리 생애 최고의 순간 | 후보 |
| 2009 | MBC 연기대상        | 남자 최우수상                    | 선덕여왕              | 수상 |
| 2010 | SBS 연기대상        | 특별기획 부문 최우수연기상       | 닥터 챔프             | 후보 |
| 2011 | KBS 연예대상        | 최고 엔터테이너상                | 1박 2일               | 수상 |
| 2011 | KBS 연예대상        | 대상 (with 1박2일)               | 1박 2일               | 수상 |
| 2012 | 제48회 백상예술대상 | 영화부문 남자인기상              | 특수본                | 후보 |
| 2012 | KBS 연기대상        | 방송3사 드라마PD가 뽑은 연기자상 | 적도의 남자           | 수상 |
| 2012 | KBS 연기대상        | 중편드라마부문 남자 우수 연기상  | 적도의 남자           | 수상 |
| 2013 | 제47회 납세자의 날  | 대통령 표창                      | 빈칸                  | 수상 |
| 2013 | 제49회 백상예술대상 | TV부문 남자 최우수연기상         | 적도의 남자           | 후보 |

## 사건
엄태웅에게 성폭행 당했다며 허위 고소한 여성에게 징역형이 선고되었다. 엄태웅은 경기도 성남시 한 마사지 업소에서 성폭행을 한 혐의로 권 씨에게 2016년 7월 피소되었지만 경찰 조사 결과, 권 씨가 업주와 공모하고 엄태웅을 허위 고소한 것으로 드러났다. 검찰은 2016년 11월 엄태웅을 성매매 알선 등 행위의 처벌에 관한 법률 위반 혐의로 벌금 100만 원에 약식 기소하고, 권 씨는 무고 등 혐의로 기소되었으며, 엄태웅은 2017년 11월 1일 자로 KBS·EBS·MBC 영구출연정지 명단에 등재되었다.
2017년 4월 28일 수원지방법원 성남지원 형사6단독 오택원 판사는 무고, 공동공갈, 성매매, 성폭력처벌법(카메라 등을 이용한 촬영) 위반 등 혐의로 기소된 권 씨에게 징역 2년 6개월을 선고하였다. 재판부는 "우연한 기회에 알게 된 유명연예인을 상대로 성관계한 것을 빌미로 사기사건 재판으로 인한 경제적 어려움을 해결하고자 성관계 증거를 수집하고 금원(돈)을 요구한 뒤 무고했다"며 "유명연예인의 이미지를 크게 훼손하고 정신적 고통을 주고도 반성하지 않고 변명으로 일관하며 피해 회복 노력도 하지 않았다"고 양형 이유를 밝혔다.

## 가족 관계
- 아버지 : 엄진옥 (1928년 12월 19일 ~ 1974년 7월 14일)
- 어머니 : 유경숙
- 배우자 : 윤혜진 (1980년 1월 9일 ~ )
  - 딸 : 엄지온 (2013년 6월 18일 ~ )
- 누나 : 엄정화 (1969년 8월 17일 ~ )